# 클로드 니콜라 르두
클로드 니콜라 르두(프랑스어: Claude-Nicolas Ledoux, 1736년 3월 21일 ~ 1806년 11월 18일)는 프랑스의 신고전주의 건축가이다. 이상 도시인 쇼(Chaux)를 구상하였으나 주로 프랑스 왕가의 후원을 통해 작업하면서 앙시앵 레짐의 상징이 되었고, 그가 작업한 많은 건축물들이 프랑스 혁명을 거치며 소실되었다. 르두의 대표적인 건축으로는 생전에 미완이었으며 1982년 세계유산으로 지정된 아르케스낭 왕립 제염소가 있다.

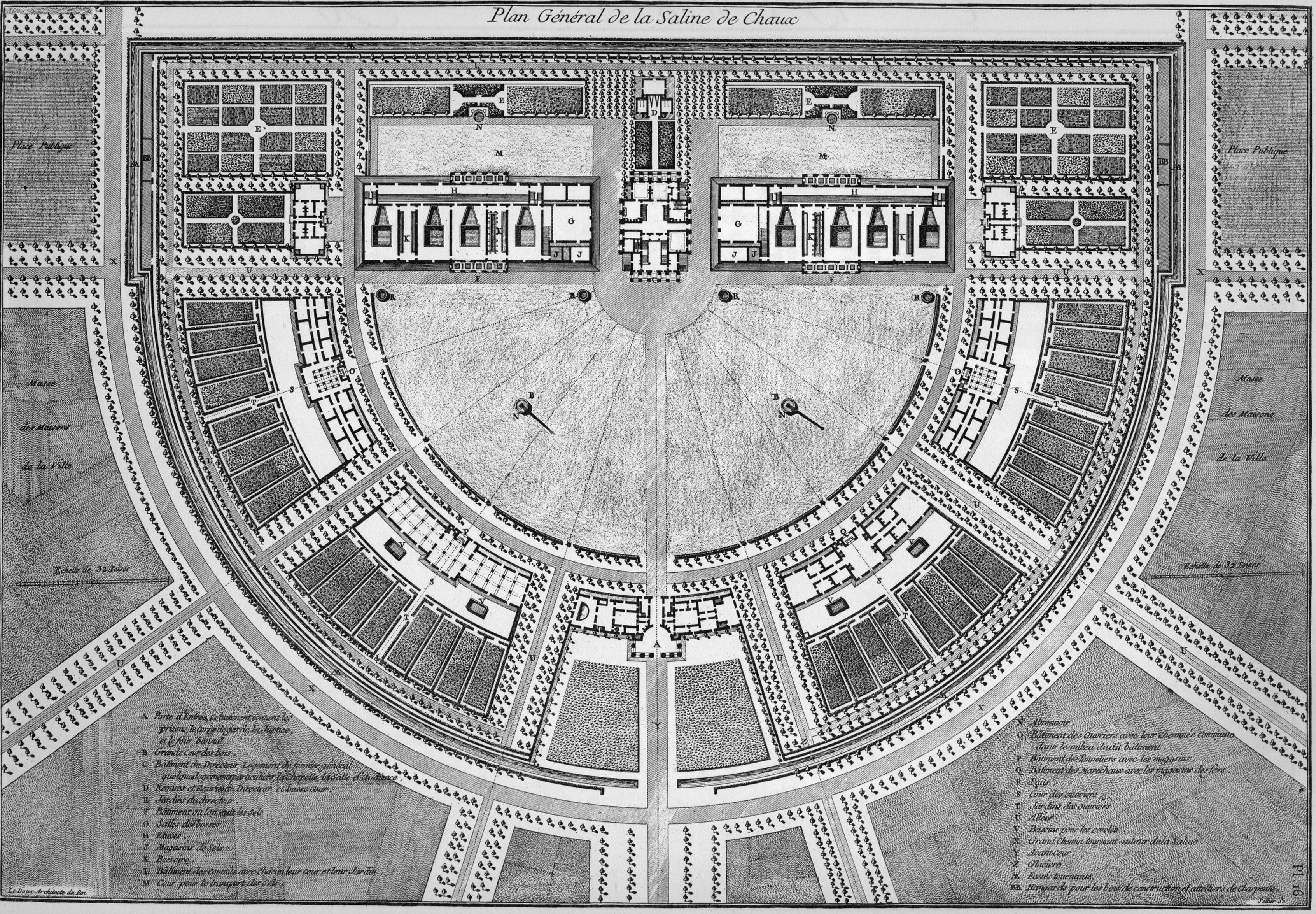
왕립 제염소 설계도

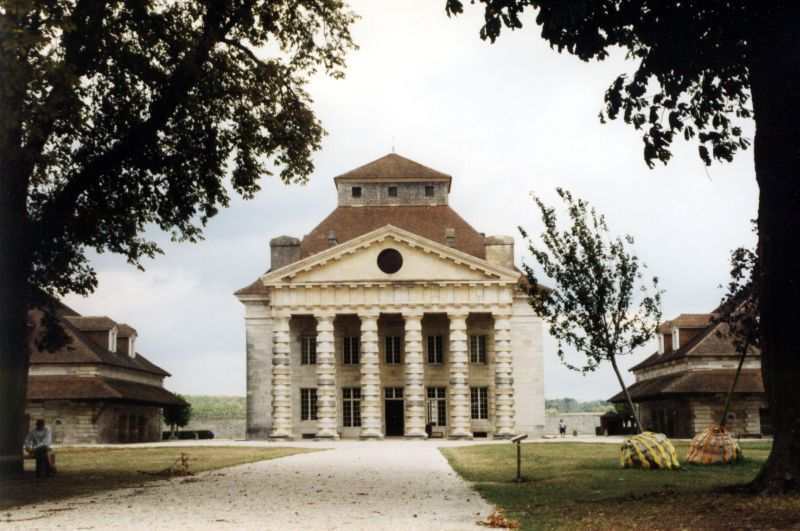
아르케스낭 왕립 제염소 감독관 저택